# Comic Sans
Comic Sans — семейство шрифтов класса гуманистический гротеск, разработанное Винсентом Коннаре для имитации написанных от руки букв в комиксах. Коннаре придумал эту гарнитуру под влиянием комиксов The Dark Knight Returns и Watchmen.
Comic Sans был выпущен компанией «Майкрософт» в 1994 году. Поддерживается ОС Windows, начиная с версии Windows 95.

## Использование

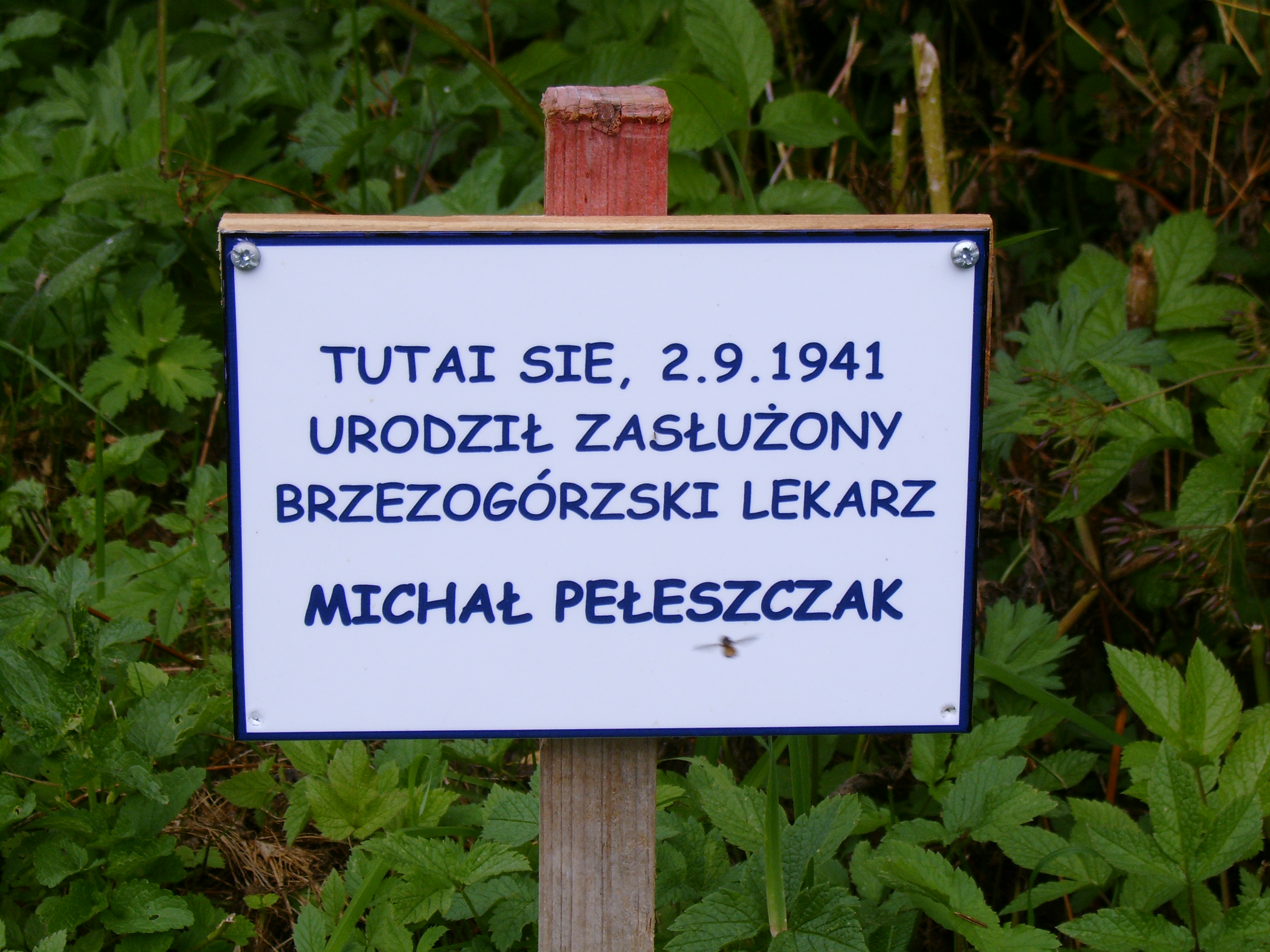
Пример неоправданного использования шрифта на польском языке

Винсент Коннаре предполагал, что шрифт будет в первую очередь использоваться в программах для детей, поэтому сделал его как можно более простым и легко читаемым. Ему также не нравилось, что в «облачках слов», которыми разговаривают виртуальные помощники в Windows, используется газетный шрифт Times New Roman, и он предложил заменить его на комиксный.
Comic Sans часто используется в рекламе, комиксах, неофициальных документах. Шрифт известен, в частности, благодаря использованию в рекламе плюшевых игрушек Beanie Babies, сервису iCards компании Apple Inc., а также компьютерным играм The Sims и Undertale, в которых использовался персонажем с именем, идентичным названию шрифта: Sans. Этой гарнитурой оформлены коллекционные 25-центовые монеты Канады, выпущенные в 2004 году.
Широкое использование этого шрифта, часто неоправданное, неоднократно подвергалось критике. Отмечают, что Comic Sans часто используют при оформлении вещей, никак не связанных с комиксами и детскими продуктами, и в таких ситуациях он выглядит неуместно и глупо.